# فاطمة شمس
فاطمة شمس هي شاعرة إيرانية معاصرة، وباحثة أدبية، ومترجمة. حظي شعرها باهتمام نقدي من علماء الأدب المشهورين بمن فيهم أحمد كريمي حكّاك. نشرت العديد من الدواوين الشعرية بين 2013 و2017. حصلت على جائزة أفضل شاعر فارسي شاب في عام 2012 من مؤسسة جاليه أصفهاني للشعر في لندن. حصلت مجموعتها الثالثة ثنائية اللغة (عندما كسروا الباب) على جائزة لطيفة يارشتر في عام 2016. شمس حاليًا عضو هيئة تدريس دائم في قسم لغات وحضارات الشرق الأدنى وعضو مجلس إدارة مركز الشرق الأوسط بجامعة بنسلفانيا.